# 勝浦雅彦

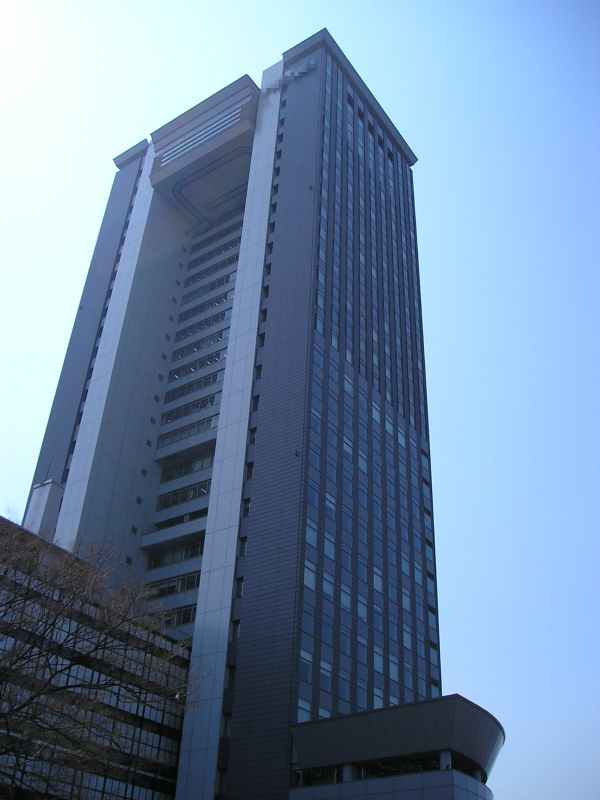
勝浦雅彦が名称考案した法政大学の超高層ビル『ボアソナード・タワー』

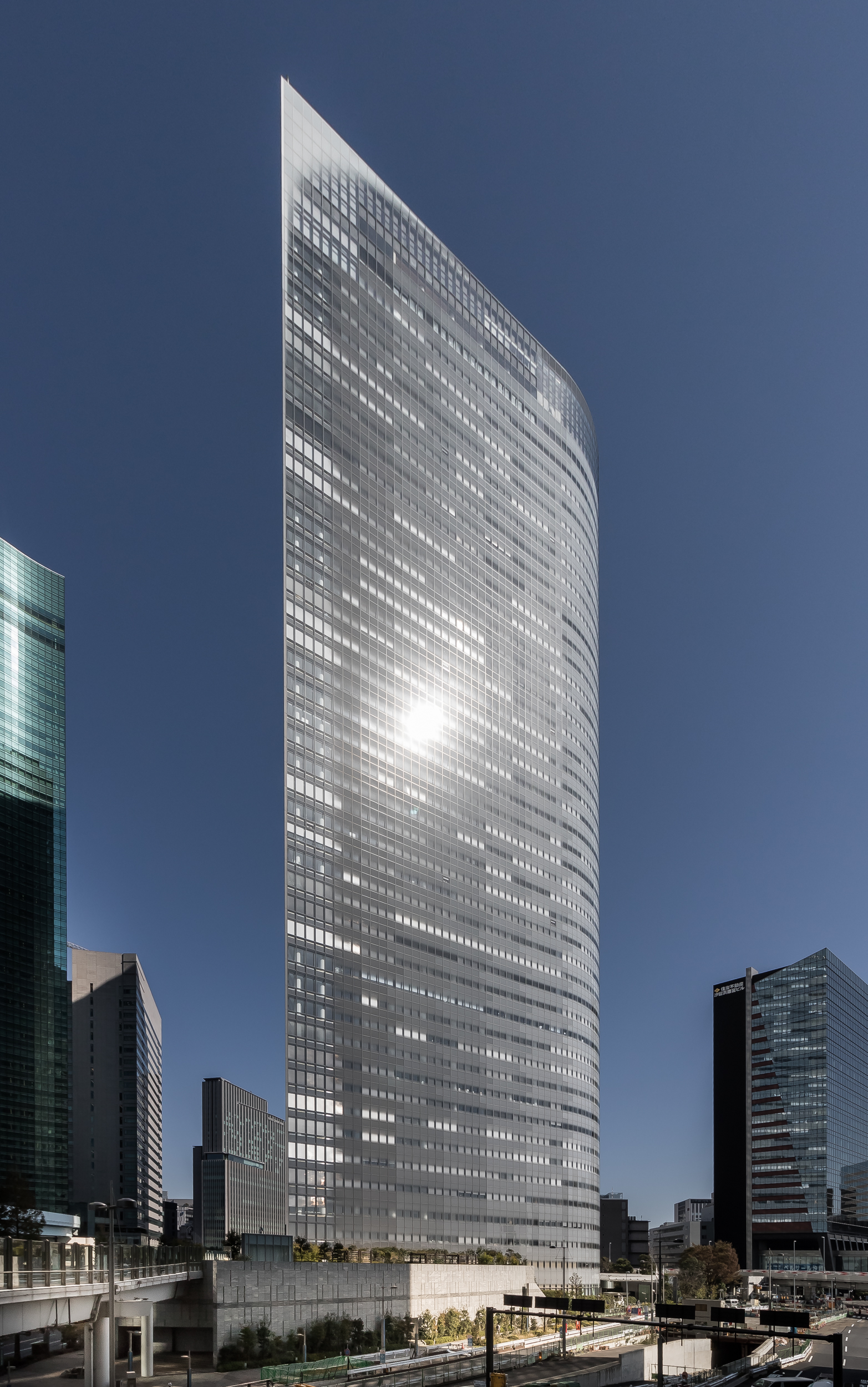
勝浦雅彦が勤務する電通

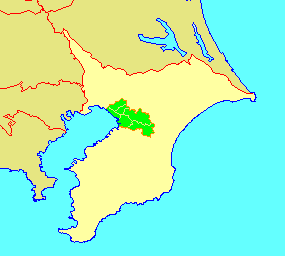
勝浦雅彦が生まれた千葉県千葉市

勝浦 雅彦（かつうら まさひこ）は、日本のコピーライター、CMプランナー、クリエーティブディレクター。東京コピーライターズクラブ」会員、「宣伝会議コピーライター養成講座」「自主プレゼン力養成講座」講師、「宣伝会議賞」審査員、法政大学特別講師、久留米大学非常勤講師、「つくる人の会」主催を務める。千葉県千葉市出身。

## 来歴
千葉県千葉市出身。法政大学法学部法律学科卒業。在学中に法大のシンボル校舎「ボアソナードタワー」の命名者になり、学長表彰を受ける。
読売広告社、電通九州、電通東日本を経て（株）電通に入社。
2022年（令和4年）1月、初の著書『つながるための言葉 「伝わらない」は当たり前』を出版。
2022年（令和4年）3月、Amazonビジネス書ランキングで『つながるための言葉 「伝わらない」は当たり前』が売上げランキング第1位をマーク。同時に品切れとなる。
現在は、「東京コピーライターズクラブ」会員。「宣伝会議コピーライター養成講座」「自主プレゼン力養成講座」講師、「宣伝会議賞」審査員、法政大学特別講師、久留米大学非常勤講師、「つくる人の会」主催を務める。

## エピソード
- 高校3年生のとき担任の先生から「文章を書いて生きていくためには人間を好きになること」と教わる。大学入学後に「電通クリエーティブ塾」に入塾。大学3年で市ヶ谷に建設されたシンボル校舎の名称を考案。清成忠男総長から表彰された[7]。
- 入社後、営業部に配属された勝浦はクリエイティブ部の異動を夢見て3年間、歯を食いしばり頑張った。その間に日本最大のアマチュア広告大賞でコピーライターの登竜門「宣伝会議賞」に挑戦し続けた。現在、宣伝会議賞の審査員を務めている[8]。
- コピーライターになって数年後、「自分にしかできない仕事とは何か？」と悩んだ。結果「自分が営業となって仕事をとる」ことを選び、スーツに着替え飛び込み営業をはじめた。駆け回った結果「大牟田スイミングスクール」の社長と出会った。後に勝浦の代表コピーとして多数の番組で紹介されることになった。「お母さんの声援が聞こえるから、息継ぎが好き」[9]
- コピーライターと営業を兼ね、足繁く「お仏壇のコガ」社長のもとに通った。同時期に母を亡くした勝浦は「どうしてあんなに鬱陶しかったのに、こんなに会いたいのだろう」というポスターコピーを提案。社長から「愛やね」と褒められ採用された[10]。

## 制作術
- 良いコピーを作る秘訣は「考えて」「準備して」「練習をする」。難しくないようで簡単ではない[11]。
- プレゼンは必要以上に演出をしない。「淡々と」「言葉少なくシンプル」「最後に１つ、結論を残す」[12]
- 伝わらなくても、相手のために最善を尽くした時、つながりは生まれる[13]。

## 主な仕事
- 「その想いも、おあずかりしています」（ぜに屋本店）[14]
- 「新しい１０年がはじまる」（東芝）[14]
- 「去年より恋がうまくなった。なんだかつまらない」（Loft）[14]
- 「お母さんの声援が聞こえるから、息継ぎが好き」（大牟田スイミングスクール）[14]
- 「お母さん、お母さんになったよ」（お仏壇のコガ）[14]
- 「私の下半身は、不自由ですが元気です」（ホワイトハンズ）[14]
- 「辛い恋なら逃げちゃいなさい。どこへ走っても未来だから」（河北新報）[14][15]
- 「どうかてんさいを、ふつうにしてしまいませんように」（ほっぺるランド）[14]
- 「明日も、『ただいま』を聞かせてください」（自殺予防プロジェクト）[14][16]
- 「その手は、つながりあうために」（人権啓発プロジェクト）[14][16]
- 「新聞はキミたちのキャンバスだ！」（福岡新聞学校プロジェクト）[14][17]
- 「三井でみつけて」（三井不動産）[14]
- 「BITE!」（日本マクドナルド）[14]
- 「アイスサスペンス　マイナス7℃の愛（ワナ）」（森永製菓）[14]
- 「わが子の性の目覚めに、ずっと目をつぶってきた」[14]
- 「車イスを降りて、私たちは愛しあった」[14]
- 「いったい何組が 恋をして、今の私なんだろう」[14]
- 「たいへんな時代に、 家族をつくってくれました」（お仏壇のコガ）[14]
- 「子どもたちが かけまわる法事は、幸福です」（お仏壇のコガ）[14]
- 「私は、誰かが望んだ、未来なんだ」[14]
- 「別れがこんなに悲しいのは、幸せだったから」（お仏壇のコガ）[14]
- 「「お前も親になればわかる」は、ほんとうでした」[14]
- 「優しいことばかり、言わないでいてくれました」[14]
- 「写真のなかのあなたに、どんどん似ていく私」（お仏壇のコガ）[14]
- 「この国の 平和をつくったのは、ご先祖様です」[14]
- 「男の浮気をなくすのは、 戦争をなくすより難しいの」（河北新報社）[14]
- 「ウソなら死ぬまでつきなさい。それはホントになるから」（河北新報社）[14][15]
- 「「奥さんと別れる」って約束、「行けたらいく」ってぐらい軽いわ」[14]
- 「気づいてないかもしれないけど、あれ、別れ話よ」（河北新報社）[14]
- 「あなたを理由に、みんなが集まってきます」[14]
- 「都会に仏壇が少ないのは、広さの問題だけだろうか」（お仏壇のコガ）[14]
- 「いい報告ばかりしなくて、いいんだよ」[14]
- 「あなたと同じ年になりました。ほめてくれますか」（お仏壇のコガ）[14]
- 「生きている私たちのために、お仏壇はあると思う」（お仏壇のコガ）[14]
- 「あなたなら、どうするだろう。ときどき、考えます」（お仏壇のコガ）[14]
- 「あとからあとからあの人のこぼれ話が出てくる」[14]
- 「遅すぎる親孝行なんて、ないと思う」（お仏壇のコガ）[14]
- 「私が運転すると、助手席は応援席になったりする」[14]
- 「車なら、家の前までいっしょにいられる」（野間自動車教習所）[14]
- 「クリスマスはボーナスの後にある。うまくできてるなあ」（Loft）[14]
- 「生まれたばかりのあなたに、何度「ありがとう」って言っただろう」[14]
- 「どうしてあんなに鬱陶しかったのに、こんなに会いたいのだろう」（お仏壇のコガ）[10]
- 「ケンカした？ようやく向き合えたのね」（河北新報社）[15]
- 「×（バツ）じゃないのよ、×（かける）なの。苦労したぶん、幸せが掛け算になるの」（河北新報社）[15]
- 「どれだけもらっても、お金はお墓に持っていけないわ」（河北新報社）[15]
- 「あなたがさしたうしろ指は、あなた自身に向けられている」（人権啓発プロジェクト）[16]
- 「その手は、つながりあうために」（人権啓発プロジェクト）[16]
- 「NOT自己完結」（福岡新聞学校プロジェクト）[17]

## 受賞歴
- TCC新人賞
- TCC賞
- CCN最高賞
- アジア太平洋広告祭　フィルム部門グランプリ
- ACCフィルムゴールド
- 広告電通賞最優秀賞
- ギャラクシー賞
- クリエイター・オブ・ザ・イヤー・メダリスト　など

## 著書
- 『つながるための言葉 「伝わらない」は当たり前』（光文社、2022年1月18日）　ISBN 978-4334952846
- 『ひと言でまとめる技術 言語化力・伝達力・要約力がぜんぶ身につく31のコツ』（アスコム、2023年11月1日）ISBN 978-4776213161